# كرة القدم في النمسا
كرة القدم هي الرياضة الأكثر شعبية في النمسا. تأسّس اتحاد كرة القدم النمساوية (Österreichischer Fußball-Bund) في عام 1904، وأصبح عضوا في الفيفا منذ ذلك الحين. على الرغم من شعبية الرياضة، لم يُحقّق المنتخب الوطني إنجازات تُذكر في البطولات، باستثناء سلسلة ناجحة من المباريات دون هزيمة حقّقها في أوائل الثلاثينيات. شارك المنتخب النمساوي في أول بطولة أوروبية كمُتأهّلٍ عبر التصفيات في نُسخة 2016، لكنه احتل المركز الأخير في مجموعته وفشل في التأهل للأدوار المُوالية. كان ظهوره السابق الوحيد في البطولة الأوروبية في عام 2008 (عندما شارك في استضافة البطولة مع سويسرا، وبالتالي تم إعفاؤه من التصفيات)، وكان قد أُقصي أيضًا من دور المجموعات.
في كأس العالم، يتمتع المنتخب النمساوي بسجل أفضل قليلاً، حيث حقق المركزين الرابع والثالث في عامي 1934 و 1954 على التوالي. بخلاف ذلك، إما أنه لم يُشارك (1930) أو لم يتأهل (1966، 1970، 1974، 1986، 1994، 2002، 2006، 2010، 2014، 2018)، أو انسحب (1938، 1950، 1962)، أو أُقصي في دور المجموعات (1958، 1978، 1982، 1990، 1998).

## تاريخ
ظهرت كرة القدم في النمسا حوالي عام 1890، وابتداءً من عام 1900 تم لعب كأس في فيينا يُدعى Neues Wiener Tagblatt Pokal). أُنشئ أول دوري كرة قدم في البلاد عام 1911 ، ويسمى (1. Klasse)، الذي نظمه اتحاد كرة القدم في النمسا السفلى، وأصبح دوريًا محترفًا في عام 1924، وهو العام الذي غير فيه اسمه إلى (I. Liga). في عام 1929، تم تنظيم بطولة للهواة فاز فيها نادي غراتزر أي كاي، حيث تم استبعاد أندية دوري المحترفين في فيينا من المشاركة.
أصبح المنتخب الوطني قوة أوروبية في ثلاثينيات القرن الماضي بقيادة المدرب هوجو ميسل وقيادة ماتياس زينديلار، والذي أكسبه لقب (Wunderteam). في 16 مايو 1931، كان المنتخب النمساوي أول منتخب أوروبي يهزم اسكتلندا، وفاز لاحقًا بكأس أوروبا الوسطى الدولية ‏ في عام 1932، وأنهى بالمركز الرابع في كأس العالم عام 1934، وفاز بالميدالية الفضية في دورة الألعاب الأولمبية في برلين 1936
في عام 1937 ، تم تقديم (Nationalliga)، وهو القسم الثاني الذي يمكن أن تصعد فيه نوادي ولايات النمسا الأخرى وتُشكّل أكثر بطولة منافسة في البلاد. مع ضم النمسا من قبل ألمانيا النازية جاء حظر الاحتراف في الرياضة في مايو 1938، وتم حظر العديد من الفرق، مثل أوستريا فيينا. انضم دوري (Nationalliga) إلى نظام (Nationalsozialistischer Reichsbund für Leibesübungen) «الرابطة الاشتراكية الوطنية للرايخ». غطى دوري (Gauliga Ostmark)، وهو دوري للهواة، معظم أنحاء البلاد باستثناء تيرول وفورارلبرغ، اللذين تم تضمينهما في نظام الدوري البافاري. تأهل بطل الدوري للبطولة الألمانية، وبعد الحرب العالمية الثانية عاد دوري (1. Klasse) - الذي أطلق عليه لاحقًا اسم (Liga) - فقط لفرق فيينا.
بعد إنشاء (Staatsliga A) في عام 1949، اجتمعت جميع الفرق النمساوية لتشكيل دوري. ومع ذلك، كان الطريق لتنظيم الدوري صعبًا. أدى صراع بين ممثلي كرة القدم الهواة والمحترفين إلى فصل دوري فيينا عن اتحاد كرة القدم، وتأسست مسابقة جديدة في 30 يونيو 1949. وبعد عام أُحدث دوري القسم الثاني (Staatsliga B)، الذي ظل حتى عام 1959.
في 21 أبريل 1974، تمّ تقديم الدوري النمساوي الحالي، وتم إنشاء الدوري الوطني باعتباره القسم الثاني للبلاد (المعروف الآن باسم الدوري الأول لدوري كرة القدم النمساوي الأول). الاتحاد النمساوي لكرة القدم هو أعلى منظمة كرة قدم احترافية في النمسا، وقد تأسس عام 1904، وانضمّ إلى الفيفا عام 1905 و الويفا عام 1954. ينظم الاتحاد النمساوي لكرة القدم الدوري النمساوي - أول وأعلى بطولة دوري في البلاد - وكأس النمسا، ويدير المنتخب الوطني للرجال والسيدات.
أقدم فريق في النمسا هو فيرست فيينا، بطل كأس ألمانيا عام 1943 وست بطولات دوري نمساوية. يعتبر فريق رابيد فيينا أنجح فريق في البلاد، حيث حصل على 32 لقبًا في الدوري، وبطولة ألمانية واحدة، ووصيفين في كأس الكؤوس الأوروبية. تمكّن فريق أوستريا فيينا أيضًا من الوصول إلى نهائي كأس الكؤوس الأوروبية في عام 1978، كما وصل ريد بول سالزبورغ إلى نهائي كأس الاتحاد الأوروبي موسم 1993-1994.

## المنتخب الوطني
يُدير الاتحاد النمساوي لكرة القدم على المنتخب النمساوي للرجال بفئاته المختلفة.
لعب المنتخب النمساوي مباراته الرسمية الأولى في 12 أكتوبر 1902 في فيينا ضد المجر، وهي المباراة التي حُسِمت بفوز النمسا 5-0. كانت هذه المباراة هي الأولى بين فريقين أوروبيين غير بريطانيين.
تمكنت النمسا من التأهل لسبع بطولات كأس العالم وبطولتين أوروبيتين. كان ثالث أفضل إنجاز للفريق النمساوي المشترك هو المركز الثالث في كأس العالم 1954 والرابع في كأس العالم عام 1934، والميدالية الفضية في دورة الألعاب الأولمبية عام 1936 في برلين. في ثلاثينيات القرن الماضي، كان الفريق النمساوي المعروف باسم (Wunderteam) يضم لاعبين مثل ماتياس زينديلار، الملقب بـ «موزارت كرة القدم»، والهداف جوزيف بيكان ويوهان هورفاث. حقّق ذلك المنتخب 14 مباراة دون هزيمة، من 12 أبريل 1931 إلى 7 ديسمبر 1932، وفي نفس الفترة فاز بكأس أوروبا الوسطى الدولية. بين عامي 1931 و 1934، حقق 28 انتصارًا وتعادلًا وهزيمتين، وسجل 102 هدفًا، ووصل إلى كأس العالم في عام 1934.
يعتبر أندي هرتسوغ أكثر لاعب حمل قميص المنتخب، وذلك في 104 مباراة دولية. وأفضل هداف في التاريخ هو توني بولستر برصيد 44 هدفًا في 95 مباراة.

## مسابقات

### نظام الدوري
الدوري النمساوي هي أعلى منافسة في الدوري الوطني للنوادي في النمسا. تتكون من اثني عشر فريقًا، والقسم الثاني يضم 16 فريقًا. يتكون المستوى الثالث من ثلاثة أقسام متوازية وهي البطولات الإقليمية (Regionalliga). تغطي هذه المناطق المختلفة من النمسا على النحو التالي: الشرق (Regionalliga Ost)، والذي يضم فرقًا من فيينا والنمسا السفلى وبورغنلاند؛ الوسط (Regionalliga Mitte) ويضم فرقًا من شتايرمارك وكيرنتن والنمسا العليا وشرق تيرول؛ والغرب (Regionalliga West) يضم فرقا من سالزبورغ وتيرول وفورارلبرغ. المستوى الرابع هو الدوري الحكومي (Landesliga)، مع القسم الثاني (2. Landesliga) باعتباره المستوى الخامس في النمسا السفلى وفيينا. معظم الولايات لديها 7 إلى 10 مستويات رسمية، لكن المستويات غير الرسمية في فيينا موجودة تحت المستويات العادية. لم يتم تنظيمهم من قبل الاتحاد النمساوي، ولكن نظريًا يمكن لأبطال هذه المستويات الترقية إلى المستويات الرسمية.
أدناه يوضح كيف يعمل النظام الحالي.
| المستوى | القسم                                             | القسم                                             | القسم                                             | القسم                                             | القسم                                             | القسم                                             | القسم                                              | القسم                                              | القسم                                              |
| ------- | ------------------------------------------------- | ------------------------------------------------- | ------------------------------------------------- | ------------------------------------------------- | ------------------------------------------------- | ------------------------------------------------- | -------------------------------------------------- | -------------------------------------------------- | -------------------------------------------------- |
| الأول   | الدوري النمساوي 12 ناديا                          | الدوري النمساوي 12 ناديا                          | الدوري النمساوي 12 ناديا                          | الدوري النمساوي 12 ناديا                          | الدوري النمساوي 12 ناديا                          | الدوري النمساوي 12 ناديا                          | الدوري النمساوي 12 ناديا                           | الدوري النمساوي 12 ناديا                           | الدوري النمساوي 12 ناديا                           |
|         | ↓ ↑ نادٍ واحد                                      |                                                   |                                                   |                                                   |                                                   |                                                   |                                                    |                                                    |                                                    |
| الثاني  | 2. القسم الثاني (الدوري الثاني) 16 ناديا          | 2. القسم الثاني (الدوري الثاني) 16 ناديا          | 2. القسم الثاني (الدوري الثاني) 16 ناديا          | 2. القسم الثاني (الدوري الثاني) 16 ناديا          | 2. القسم الثاني (الدوري الثاني) 16 ناديا          | 2. القسم الثاني (الدوري الثاني) 16 ناديا          | 2. القسم الثاني (الدوري الثاني) 16 ناديا           | 2. القسم الثاني (الدوري الثاني) 16 ناديا           | 2. القسم الثاني (الدوري الثاني) 16 ناديا           |
|         | ↓ ↑ 3 نوادي                                       |                                                   |                                                   |                                                   |                                                   |                                                   |                                                    |                                                    |                                                    |
|         | ↑ نادٍ واحد                                        | ↑ نادٍ واحد                                        | ↑ نادٍ واحد                                        | ↑ نادٍ واحد                                        | ↑ نادٍ واحد                                        | ↑ نادٍ واحد                                        | ↑ نادٍ واحد                                         | ↑ نادٍ واحد                                         | ↑ نادٍ واحد                                         |
| الثالث  | Regionalliga Ost (الدوري الإقليمي الشرقي) 16 نادي | Regionalliga Ost (الدوري الإقليمي الشرقي) 16 نادي | Regionalliga Ost (الدوري الإقليمي الشرقي) 16 نادي | Regionalliga Mitte (وسط الدوري الإقليمي) 16 ناديا | Regionalliga Mitte (وسط الدوري الإقليمي) 16 ناديا | Regionalliga Mitte (وسط الدوري الإقليمي) 16 ناديا | دوري المنطقة الغربية (الدوري الإقليمي غرب) 16 نادي | دوري المنطقة الغربية (الدوري الإقليمي غرب) 16 نادي | دوري المنطقة الغربية (الدوري الإقليمي غرب) 16 نادي |
|         | ↓ 2-5 نوادي                                       | ↓ 2-5 نوادي                                       | ↓ 2-5 نوادي                                       | ↓ 2-5 نوادي                                       | ↓ 2-5 نوادي                                       | ↓ 2-5 نوادي                                       | ↓ 2-5 نوادي                                        | ↓ 2-5 نوادي                                        | ↓ 2-5 نوادي                                        |
|         | ↑ نادٍ واحد                                        | ↑ نادٍ واحد                                        | ↑ نادٍ واحد                                        | ↑ نادٍ واحد                                        | ↑ نادٍ واحد                                        | ↑ نادٍ واحد                                        | ↑ نادٍ واحد                                         | ↑ نادٍ واحد                                         | ↑ نادٍ واحد                                         |
| الرابع  | Landesliga بورغنلاند 17 نادي                      | 1. Niederösterreichische Landesliga 16 نادي       | وينر شتادليغا 16 نادي                             | Landesliga Steiermark 16 نادي                     | OÖ Liga 14 نادي                                   | كارنتنر الدوري 16 نادي                            | Salzburger Liga 16 نادي                            | تيرولر ليجا 16 نادي                                | فورارلبرجليجا 14 نادي                              |
|         | ↓ ↑ قد يختلف عدد الأندية (أقل من Landesliga)      |                                                   |                                                   |                                                   |                                                   |                                                   |                                                    |                                                    |                                                    |
| الخامس  | اتحادات دولة بورغنلاند 3 طبقات                    | اتحادات دولة النمسا السفلى 6 طبقات                | اتحادات مدينة فيينا 5 طبقات                       | اتحادات ولاية ستيريا 4 طبقات                      | اتحادات ولاية النمسا العليا 4 طبقات               | بطولات الدوري ولاية كارينثيا 3 طبقات              | اتحادات ولاية سالزبورغ 4 طبقات                     | بطولات الدوري ولاية تيرول 6 طبقات                  | اتحادات ولاية فورارلبرغ طبقات                      |

## كرة القدم النسائية

### كرة القدم المحلية
حتى عام 1982، تم تنظيم البطولة من قبل اتحاد فيينا لكرة القدم (Wiener Fußball-Verband). بعد ذلك التاريخ انتقل إلى منظمة الاتحاد الوطني. البطولة لها طابع وطني لأول قسمين، والتي تنقسم بدورها إلى ثلاث مجموعات.
حتى عام 2004، لعب الفائز بكأس السوبر النمساوي ضد الفائزين بكأس النمسا.
في موسم 2010-2011، تم تسجيل 334 فريقًا

### الفريق الوطني
ظهر المنتخب النمساوي النسائي لأول مرة في 9 يوليو 1970 في مباراة فاز بها المنتخب المكسيكي 9-0 في إيطاليا. لم يسبق للمنتخب النمساوي النسائي أن شارك في كأس العالم للسيدات، ولكنه وصل إلى نصف نهائي بطولة أوروبا في عام 2017.